# María Georgátou
María Georgátou (en grec moderne : Μαρία Γεωργάτου, née le 10 mai 1984 à Athènes) est une gymnaste rythmique grecque.

## Biographie
María Georgátou remporte aux Jeux olympiques d'été de 2000 à Sydney la médaille de bronze par équipe avec Iríni Aïndilí, Evangelía Christodoúlou, Zacharoúla Karyámi, Charíklia Pantazí et Ánna Pollátou.

## Palmarès

### Jeux olympiques
- Sydney 2000
  -  médaille de bronze par équipe.